# Caproni Ca.135
Caproni Ca.135 — итальянский средний бомбардировщик, разработанным в Бергамо авиаконструктором фирмы «Капрони» Чезаре Паллавичино. Самолёт впервые поднялся в воздух в 1935 году, в 1937 году был принят на вооружение ВВС Перу, с января 1938 года — на вооружении Королевских ВВС Италии.
Рассматривался вариант с более мощными двигателями, получивший обозначение Caproni Ca.325, однако построен был только его макет.

## Происхождение
Генерал Джузеппе Валле (начальник штаба Regia Aeronautica) инициировал «План R» — программу, направленную на модернизацию военно-воздушных сил Италии и увеличение их численности до 3000 самолётов к 1940 году. В конце 1934 года был проведён конкурс на создание бомбардировщика со следующими характеристиками:
- Скорость: 330 км/ч на высоте 4500 м и 385 км/ч на высоте 5000 м.
- Скорость набора высоты: 4000 м (13 000 футов) в 12,5 минут.
- Дальность полёта: 1000 км с боевой нагрузкой 1200 кг.
- Высота полёта: 8000 м.

Требования к высоте полёта и дальности полёта не были соблюдены, но скорость была превышена почти всеми участвовавшими в конкурсе машинами. По итогам конкурса «победителями» стали Ca.135 (было заказано 204 самолёта), Fiat BR.20 (204), Savoia-Marchetti SM.79 (96), CANT Z.1007 (49) и Piaggio P.32 (12).
Такой выбор самолётов стал следствием анархии, кумовства и неэффективности, от которых страдала итальянская авиационная промышленность. Хуже всего было постоянное растрачивание ресурсов итальянской авиационной промышленностью. Королевские военно-воздушные силы Италии (Regia Aeronautica) заказывали самолёты, которые уже устарели. Победителями конкурса не всегда становились лучшие, так, вместо BR.20 предпочтение было отдано SM.79 — самолёту, который даже не участвовал в конкурсе.

## Конструкция самолёта
Ca.135 должен был быть построен на главном заводе Caproni в Милане, поэтому этот тип получил обозначение в основной последовательности Капрони, а не в серии «Капрони-Бергамаски» Ca.300. Однако проект был сохранён в Понте-Сан-Пьетро, и прототип, построенный в 1934—1935 годах (долгое время строительства для того периода), впервые поднялся в воздух 1 апреля 1935 года. Руководителем проекта был Чезаре Паллавичино из CAB (Caproni Aereonautica Bergamasca).
Хотя новый бомбардировщик относился к «вековой серии» самолётов Caproni, он напоминал Caproni Ca.310 с его закруглённой носовой частью, двумя двигателями, низко расположенным фюзеляжем и крыльями с очень длинным участком хорды крыла. Несколько модификаций оснащались разными двигателями, и некоторые из них имели заметные различия в характеристиках.
Прототип приводился в действие двумя двигателями мощностью 623 кВт (835 л. с.) (на высоте 4000 м / 13000 футов) Isotta Fraschini Asso XI.RC. Эти радиальные двигатели изначально оснащались двухлопастными деревянными пропеллерами. Он имел длину 14,5 м (48 футов), размах крыльев 18,96 м (62,2 фута) и поверхность крыла 61,5 м.2 (662 квадратных фута). Весил самолёт 5606 кг (12 359 фунтов) без полезной нагрузки, и имел полезную нагрузку 2875 кг (6338 фунтов). Конструктивно он был построен из смешанных материалов, с обшивкой из напряжённой ткани (Монокок) в передней части фюзеляжа и задней частью из стальных труб, покрытых деревом и тканью; крылья были сделаны из металла и дерева с тканевым и деревянным покрытием. Крылья были более чем на 1⁄3 общей длины и имели два лонжерона деревянной конструкции, покрытых фанерой и металлом. Коэффициент прочности составлял 7,5. Хвостовое оперение было изготовлено из дерева, покрытого металлом и фанерой. Топливная система с двумя баками во внутренних крыльях вмещала в общей сложности 2200 л (581 галлон США).
Форма фюзеляжа Ca.135 отличалась от формы, например, Fiat BR.20. Если последний напоминал американский B-25 «Митчелл», то Ca.135 с низким фюзеляжем больше напоминал американский B-26 Marauder. В его корпусе размещался прибор наведения бомбы (bombardier) и передняя турель (аналогичная Piaggio P.108 на британских бомбардировщиках). Передняя часть носа была съемной, чтобы обеспечить быстрый выход из самолета. В кабине находились два люка, они давали пилотам шанс спастись в экстренной ситуации. Полетное сиденье для рук могло складываться, чтобы облегчить доступ к носу.
Одиночный 12,7-миллиметровый (0,5 дюйма) пулемет в турели в средней части фюзеляжа обслуживался вторым пилотом. Позднее было установлено место для бортинженера. Станция радиста в кормовой части фюзеляжа была оснащена AR350/ AR5 (стандарт для итальянских бомбардировщиков), радиогониометром (P63N), фотоприбором OMI AGR.90 или аналогичным прибором AGR 61. Самолёт также был оснащен камерой APR 3, которая, хотя и не была стационарной, обычно управлялась через небольшое окно. У оператора также был 12,7-мм (0,5 дюйма) пулемёт в подфюзеляжном положении. Все его оборудование делало его очень занятым; в результате часто приходилось брать с собой лишнего человека. Самолёт имел очень широкие остекленные поверхности в носовой части, кабине пилотов, центральной и кормовой частях фюзеляжа; намного больше, чем у других итальянских самолетов.
Самолёт был оснащён тремя пулемётами: двумя калибра 12,7 мм (0,5 дюйма) в верхней турели и одним калибра 7,7 мм (0,303 дюйма) в носовой части. У всех было по 500 патронов, кроме 7,7 мм (0,303 дюйма), у которого было 350 патронов.
Бомбовая нагрузка, как и у большинства итальянских бомбардировщиков, была не слишком впечатляющей с точки зрения общего веса, но относительно гибкой в зависимости от задачи — от борьбы с кораблями до непосредственной авиационной поддержки:
- 2 × 800-килограммовые (1800-фунтовые) бомбы (самые тяжёлые в Regia Aeronautica), плюс 2 × 50-килограммовые (110-фунтовые) и 2 × 31-килограммовые (68-фунтовые) бомбы, всего 1862 кг (4105 фунтов)
- 2 × 500 кг (1100 фунтов) + 4 × 100 кг (220 фунтов) + 2 × 31 кг (68 фунтов), общая номинальная масса 1462 кг (3223 фунта)
- 4 × 250 кг (550 фунтов)
- 8 × 100 кг (220 фунтов) + 8 × 50 кг (110 фунтов) + 4 × 31 кг (68 фунтов), всего 1324 кг (2919 фунтов)
- 16 × 50 кг (110 фунтов) + 8 × 31 кг (68 фунтов), всего 1048 кг (2310 фунтов)
- 24 × 31 кг (68 фунтов), 20 кг (44 фунта), 15 кг (33 фунта) или 12 кг (26 фунтов).
- 120 × 1 или 2 кг (2,2 или 4,4 фунта) бомб
- 2 × торпеды (никогда не использовались, но были установлены на пилонах)

Самолёт имел большую бомбовую нагрузку, чем большинство его современников (SM.79 мог нести: 2 × 500 кг/1100 фунтов, 5 × 250 кг (550 фунтов), 12 × 100 или 50 кг (220 или 110 фунтов) бомб или 700 × 1-2 кг (2,2-4,4 фунта) зажигательных бомб).

## Эксплуатация
Самолёт прибыл с опозданием по сравнению с другими (такими как BR.20) и с совершенно неудовлетворительной технологией. Несмотря на это, 19 июня 1937 года Королевские военно-воздушные силы Италии заказали 32 самолёта. Они начали поступать на вооружение в январе 1938 года, более чем через год после бомбардировщиков BR и SM.

### Гражданская война в Испании
В 1938 году семь самолётов были переданы легионерской авиации Италии для участия в гражданской войне в Испании. Переданные самолёты («Tipo Spagna») были оснащены двигателями Fiat A.80 R.C.41 мощностью 746 кВт (1000 л. с.).
Экипажи 11-го авиакрыла были отправлены в Толедо (недалеко от Милана), чтобы доставить первые семь самолётов, получивших обозначение Ca.135S, в Испанию. Один из них был повреждён при взлёте, остальные шесть вылетели в Чампино недалеко от Рима, где два из них получили повреждения при посадке. После ремонта и некоторых модификаций семь самолётов были готовы к вылету в Испанию только в конце 1938 года. Во время полёта из-за обледенения два самолёта были вынуждены вернуться в Италию, а три упали в море. Только два самолёта прибыли в Пальма-де-Майорку, где они простояли без дела шесть месяцев.

### Италия
Изначально было выпущено 32 самолёта, из которых восемь были Ca.135S, а некоторые были переоборудованы в Ca.135Mod. Первые выпущенные самолёты — Ca.135Bis были построены в 1938 году. Они были оснащены двигателями Piaggio P.XI RC.40 мощностью 746 кВт (1000 л. с.) и трёхлопастными металлическими пропеллерами Piaggio P.1001. Длина составляла 17,7 м (58 футов), размах крыльев — 18,8 м (62 фута), а площадь крыла — 60 м2 (646 футов2). Вооружение по-прежнему состояло из двух 12,7-мм (0,5 дюйма) пулемётов и одного 7,7-мм (0,303 дюйма), но нос был переделан, чтобы сделать его более аэродинамичным. В период с 1939 по июнь 1940 года было заказано и построено ещё 32 самолёта.
Они не были успешными самолётами и подвергались жёсткой критике со стороны итальянских пилотов. Непригодные для боевого применения, они были отправлены в лётные школы, а затем экспортированы в Венгрию. К концу 1938 года первая партия Ca.135, которыми управляло 11-е авиакрыло, была снята с вооружения. 25 самолётов всё ещё находились на аэродроме Ези, но только четыре из них были пригодны для полётов. Остальные, вероятно, находились на техобслуживании для замены двигателей. В 1940 году в лётной школе Мальпенса было по меньшей мере 15 Ca.135S и Ca.135Mod. Плохое состояние этих самолётов привело к тому, что в ноябре 1941 года их отправили на лом. После списания первой партии и продажи второй, все 64 Ca.135 покинули службу Королевских военно-воздушных силы Италии, не выполнив ни одного боевого задания.

### Венгрия
Королевские военно-воздушные силы Венгрии (MKHL) заказали Ca.135, которые были поставлены в 1940 и 1942 годах двумя сериями по 36 в 1940 году и 31 (первоначально 32, но один самолёт был потерян во время доставки) в 1942. Также рассматривалась возможность лицензионного производства самолётов и двигателей.
В 1941 и 1942 годах венгры использовали в общей сложности 67 самолётов Ca.135bis, которые с переменным успехом применялись против Советского Союза на Восточном фронте, после того как Венгрия ввела свои войска в этот сектор во время Второй мировой войны.
Эти самолёты составляли почти весь венгерский парк тяжёлых бомбардировщиков. Они были заказаны после того, как венгры вернули 33 из 36 Caproni Ca.310, приобретённых в период с мая по сентябрь 1939 года. Из-за итальянского кредита в размере 300 миллионов лир и невозможности приобрести современные немецкие самолёты, венгерские ВВС приобрели новые, более мощные Ca.135bis. Они были заказаны в декабре 1939 года. После этой «сделки» первый самолёт был доставлен в мае-июне 1940 года, второй — в мае 1942 года (по второму заказу, поданному в июле 1941 года). Королевские военно-воздушные силы Италии отказалась от Ca.135 из-за технических недостатков, и самолёт был снят с производства. Но на венгерской службе этот бомбардировщик оказался вполне удовлетворительным.
Когда Венгрия объявила войну Советскому Союзу в июне 1941 года, венгерские военно-воздушные силы были почти полностью укомплектованы итальянскими самолётами. Бомбардировщики приняли боевое крещение 27 июня 1941 года, в день, когда Венгрия объявила войну. В тот день 1-му лейтенанту Иштвану Сакони на его Ca.135 из 4-й бомбардировочной группы III удалось разрушить важный мост, сбросив две бомбы. Самолёты Ca.135 входили в состав III группы 3-го бомбардировочного крыла, базировавшегося в Дебрецене, бомбардировочного подразделения венгерской авиации под командованием подполковника Белы Ороша, которому было поручено оказывать воздушную поддержку венгерскому корпусу быстрого реагирования, подчинявшемуся 17-й немецкой армии.
11 августа шесть самолётов Caproni под командованием 1-го лейтенанта Чакони вылетели бомбить 2-километровый мост через реку Буг в городе Николаеве на Чёрном море. Одному Ca.135 пришлось повернуть назад из-за проблем с двигателем, но остальные пять самолётов в сопровождении венгерских Fiat CR.42 и MÁVAG Héja продолжили полёт на восток. Самолёт лейтенанта Чакони был подбит зенитным огнём и потерял левый двигатель, но командир эскадрильи остался в строю. Один из его пилотов, капитан Эзени, разрушил мост, а Чакони разбомбил Николаевский железнодорожный вокзал. На обратном пути самолёты были перехвачены советскими истребителями «Поликарпов И-16». Но сопровождавшие их венгерские истребители сбили пять И-16, а подбитому лейтенанту на Ca.135 удалось уничтожить ещё три «Поликарпова». После того как 16 августа 11-я немецкая армия захватила Николаев, командующий 4-м воздушным флотом генерал-полковник Лёр наградил успешные венгерские экипажи в Сутиски.
У Ca.135 на Восточном фронте часто случались поломки, а недостаточная грузоподъёмность предъявляла высокие требования к механикам, обслуживающим его. 50-процентная боеготовность самолёта считалась большим достижением. Первое венгерское лётное подразделение на Восточном фронте было выведено в сентябре 1941 года для восстановления, перевооружения и отдыха. В июне 1942 года венгры направили 2-ю воздушную бригаду для оказания тактической поддержки и проведения разведывательных операций 2-й венгерской армии, дислоцированной на Дону. Единственное бомбардировочное подразделение, 4-я бомбардировочная эскадрилья, было оснащено 17 самолётами Ca.135.
4-я эскадрилья использовала эти самолёты до конца 1942 года. После этого уцелевшие, изношенные машины были использованы в качестве учебных самолётов. Венгры не любили Ca.135Bis, но это были всё, что у них было, поэтому им приходилось использовать его по максимуму. Одна из эскадрилий, 1/4 (первоначально укомплектованная восемью самолётами), вскоре потеряла один из них при посадке. Его заменили ещё четырьмя самолётами. Эта эскадрилья до октября 1941 года совершила 265 атак, совершила 1040 боевых вылетов и сбросила около 1450 тонн бомб. Очевидно, этому способствовала небольшая дальность полёта (200—300 км), которая позволяла использовать максимальную бомбовую нагрузку самолёта. Два самолёта были сбиты, ещё два были уничтожены в результате несчастных случаев, 11 членов экипажа были убиты. В среднем за эти четыре месяца ежедневно совершалось более 8 вылетов и сбрасывалось 13 тонн бомб.

### Перу

#### Проектирование и производство
В начале 1936 года представитель Caproni в Лиме, Перу, обратился к Министерству военно-морского флота и авиации Перу по поводу возможной покупки перуанцами самолётов Ca.135. С 1935 года Перу рассматривало возможность замены своих неудовлетворительных бомбардировщиков Caproni Ca.111, и итальянское Министерство авиации одобрило продажу Ca.135 за рубеж. В результате в мае 1936 года Перу заказало у Капрони шесть самолётов Ca.135. Командующий перуанским авиационным корпусом Эргасто Сильва Гильен возглавил перуанскую делегацию в Италии, чтобы оценить Ca.135 и предотвратить повторение того, что перуанцы называют «фиаско Ca.111». Пилот-испытатель Этторе Венги совершил демонстрационный полёт для перуанцев, который не произвёл впечатления на Эргасто Сильву; он счёл Ca.135 недостаточно мощным и не имеющим оборонительного вооружения и написал письмо в компанию Caproni, настаивая на внесении изменений в конструкцию самолёта и угрожая отменить перуанский заказ, если они не будут внесены. Основатель компании Caproni Джованни Капрони (1886—1957) лично пообещал, что изменения будут внесены.
Получившаяся в результате версия самолёта Ca.135 Tipo Peru («Перуанский тип») имела более мощные двигатели — Isotta Fraschini Asso XI R.C.40 Spinto («Управляемый»), (усовершенствованные версии Isotta Fraschini R.C.40 Asso («Ace»)) мощностью 559 киловатт (750 лошадиных сил) на уровне моря и 671 киловатт (900 лошадиных сил) на высоте 4000 метров (13 123 фута). Также новая версия имела модифицированные капоты двигателей с дополнительными отверстиями для воздухозаборников новых двигателей. Новые двигатели придали Ca.135 более высокие характеристики, которые соответствовали перуанским требованиям, а также позволили увеличить бомбовую нагрузку самолета до 2000 килограммов (4409 фунтов). Оборонительное вооружение было улучшено за счет установки 12,7-миллиметрового (0,5 дюйма) пулемета в полуоткрытой дорсальной башне, оснащенной ветрозащитным щитком для защиты наводчика, и еще одного 12,7-миллиметрового пулемета в выдвижной подфюзеляжной башне. Обе турели обеспечивали круговой обзор, хотя при выдвижении нижняя турель создавала чрезмерное аэродинамическое сопротивление и рекомендовалась к использованию только в экстренных случаях.
Все шесть самолетов Ca.135 Tipo Peru были построены в начале июля 1937 года. После испытательных полетов и одобрения перуанской делегацией они были разобраны и отправлены в Кальяо, Перу. Персонал перуанского филиала компании Caproni, Caproni Peruana S.A., Caproni Peruana company, незамедлительно приступил к их повторной сборке в Лас-Пальмасе. Первый Ca.135 был собран в течение двух недель, и первые полеты в Перу состоялись, когда шесть бомбардировщиков были переданы новой 2-й эскадрилье тяжелых бомбардировщиков Перуанского авиационного корпуса 10 сентября 1937 года.
Эксплуатация ВВС Перу
После двухмесячной интенсивной подготовки, проведённой итальянскими офицерами, пять самолётов Ca.135 2-й эскадрильи тяжёлых бомбардировщиков, 5 ноября 1937 года вылетели на базу Капитан-лейтенанта Руиса в Чиклайо, Перу, в то время как шестой бомбардировщик остался в Лас-Пальмасе для обучения дополнительного персонала. По прибытии в Чиклайо пять самолётов Ca.135 вошли в состав 2-й бомбардировочной группы вместе с бомбардировщиками Ca.111 1-й бомбардировочной группы в составе 1-й авиационной эскадрильи. В 1940 году в результате реорганизации Ca.135, были переданы 13-му, 14-му и 15-му полкам наряду с бомбардировщиками Ca.111, хотя в том же году Ca.111 были переклассифицированы в транспортные самолеты и были переведены в транспортные эскадрильи, после чего переведены в 14-ю и 15-ю эскадрилью где их расформировали, а все Ca.135 были приписаны к 13-му полку.
Находясь на вооружении, Ca.135 Tipo Peru подверглись критике: перуанские пилоты жаловались, что бомбардировщики кренились вправо при взлёте и имели плохую поперечную устойчивость. Кроме того, их двигатели оказались ненадёжными, а бомбардировщики страдали от чрезмерного количества утечек масла и гидравлической жидкости. Компания Caproni Peruana S.A. отметила эти проблемы и планировала устранить их в версии Ca.135, которая должна была производиться в Перу, хотя в итоге в Перу не было построено ни одного Ca.135.
В результате нарастающего пограничного кризиса с Эквадором в 1941 году бомбардировочным эскадрильям перуанского авиационного корпуса было приказано привести себя в боевую готовность, хотя из-за проблем с двигателями в любой момент времени в каждой эскадрилье из пяти бомбардировщиков боеготовыми могли быть не более двух. Тем не менее перуанские бомбардировщики могли тренироваться на полигоне к северу от Чиклайо. Когда 5 июля 1941 года началась Эквадорско-перуанская война Ca.135 остались на базе под командованием лейтенанта-коммандера Руиса, в то время как другие бомбардировщики перебазировались на передовые аэродромы. Благодаря большей дальности полёта Ca.135 не нужно было перебазироваться на передовые аэродромы. Однако бомбардировки, проводимые перуанцами, ограничивались тактическими атаками на эквадорские войска на передовой, а также на объекты и силы, непосредственно их поддерживающие. Для таких атак Ca.135 не подходили. Вместо этого Ca.135 совершали разведывательные полёты без сопровождения над территорией Эквадора и транспортные полёты на аэродромы Пьюра и Талара в Перу. 10 июля 1941 года во время транспортного полёта один из Ca.135 из-за проблем с двигателем был вынужден приземлиться в труднодоступном для наземного транспорта месте примерно в 50 километрах (31 миле) от Пьюры. Несмотря на то, что он получил лишь незначительные повреждения, его разборка для транспортировки в ремонтное предприятие была невозможна, поэтому его разобрали и бросили.
После окончания войны 31 июля 1942 года пять уцелевших Ca.135 остались в Чиклайо. Вскоре их сняли с вооружения, разобрали и вывезли на грузовиках с платформой, которыми управляли американские военные с авиабазы Эль-Пато. К октябрю 1942 года последние перуанские Ca.135 исчезли. Хотя ходят слухи, что их сожгли в пустыне или похоронили где-то в окрестностях авиабазы Эль-Пато, их дальнейшая судьба неизвестна.

## Модифицированные варианты самолёта
Единственный экземпляр Ca.135 P.XI был модифицирован компанией Caproni. Он оснащался двугранным хвостовым оперением и радиальными двигателями 1044 кВт (1400 л. с.) Alfa Romeo 135 и получил обозначение Ca.135 bis/Alfa. Новые и более мощные двигатели увеличили максимальную скорость самолета до более чем 480 км / ч (300 миль в час).
Вариант «Raid» был разработан по запросу Перу в 1937 году для запланированной воздушной экспедиции из Рима в Лиму. После нескольких лет разработки проект был закрыт, и в 1939 году на его место был выбран Ca.310.

## Варианты
Ca.135 Tipo Spagna
Семь самолетов, оснащенных двигателями Fiat A.80 R.C.41 мощностью 746 кВт (1000 л. с.) для обслуживания в Испании.
Ca.135 P.XI
Версия среднего бомбардировщика, оснащенная двумя радиально-поршневыми двигателями Piaggio P.XI R.C.40 мощностью 746 кВт (1000 л. с.).
Ca.135 Tipo Peru
Экспортная версия для Перу, шесть самолетов, оснащенных двумя двигателями по 671 кВт (900 л. с.) Isotta Fraschini Asso XI R.C.40 Spinto.
Ca.135 Bis/Alfa
Одноместный самолет, оснащенный двумя радиально-поршневыми двигателями Alfa Romeo 135 R.C.32 Tornado мощностью 1,044 кВт (1,400 л. с.).
Ca.135 Raid
Никогда не выпускавшаяся специальная версия для большой дальности полета, оснащенная дополнительными топливными баками, приводимая в действие двумя двигателями по 736 кВт (987 л. с.) Isotta Fraschini Asso XI.
Ca.325
Разработка Ca 135, оснащенного двумя 18-цилиндровыми двигателями мощностью 1081 кВт (1450 л. с.) Isotta Fraschini Asso L.180 I.R.C.C.45. Построен только в виде макета.

## Операторы

###### Бельгия
- Воздушный компонент Бельгии — лицензионная версия SABCA S.45bis

###### Венгрия
- Королевские военно — воздушные силы Венгрии

###### Италия
- Королевские военно-воздушные силы Италии эксплуатировала 64 самолёта, поставленные с августа 1936 года

###### Перу
- Перуанский авиационный корпус

###### Испания
- Военно — воздушные силы Испании

## Технические характеристики

Ca.135

Данные из «Итальянских гражданских и военных самолётов 1930—1945»
Общие характеристики
- Экипаж: 4-5
- Длина: 14,38 м (47 футов 2 дюйма)
- Размах крыльев: 18,80 м (61 фут 8 дюймов)
- Рост: 3,40 м (11 футов 2 дюйма)
- Снаряженная масса: 6051 кг (13340 фунтов)
- Полная масса: 9548 кг (21050 фунтов)
- Силовая установка: 2 × Piaggio P.XI R.C.40 14-цилиндровые двухрядные радиально-поршневые двигатели воздушного охлаждения, 746 кВт (1000 л. с.) каждый

Производительность
- Максимальная скорость: 365 км/ч (227 миль/ч, 197 узлов) на высоте 4800 м (15 700 футов)
- Крейсерская скорость: 349 км/ч (217 миль/ч, 189 узлов)
- Дальность: 2000 км (1200 миль, 1100 морских миль)
- Рабочая высота: 6500 м (21 300 футов)
- Скорость набора высоты: 5,6 м/с (1100 футов/мин)
- Время набора высоты: 4000 м (13 000 футов) за 11 мин 36 с и 5000 м (16 000 футов) за 17 мин 24 с

Вооружение
- Пушки: 3 × 12,7 мм (0,500 дюйма) пулемёты Breda-SAFAT
- Бомбы: 1474 кг (3250 фунтов)